# Chiesa di Santa Cristiana
La chiesa di Santa Cristiana si trova a Santa Croce sull'Arno.

## Storia e descrizione
La chiesa sorge su un preesistente oratorio del XIII secolo intitolato a san Jacopo.
L'aspetto attuale risale al 1711, quando il piccolo oratorio fu ampliato per accogliere la salma della santa; in quest'occasione il soffitto della volta centrale venne affrescato da Anton Domenico Bamberini, che vi raffigurò Santa Cristiana in gloria. All'interno troviamo una tela raffigurante la Madonna della Cintola e sull'altare maggiore una pala con Cristo risorto tra santi (seconda metà del XVI secolo).